# Manuel Aznar Zubigaray

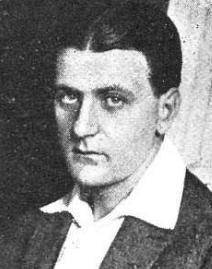
Manuel Aznar Zubigaray

Manuel Aznar Zubigaray (ur. 1894, zm. 1975) – hiszpański dziennikarz, pisarz i dyplomata narodowości baskijskiej, współzałożyciel agencji prasowej EFE, dziadek José Marii Aznara.
Jako młody człowiek był silnie zaangażowany w baskijski ruch nacjonalistyczny, od 1916 należał do Nacjonalistycznej Partii Basków i działał w jej najbardziej radykalnym skrzydle. Podczas I wojny światowej pracował jako korespondent wojenny.
W 1922 wraz z rodziną wyjechał na Kubę. Powrócił do Hiszpanii w 1932, rok po proklamowaniu Drugiej Republiki. W tych czasach stał się konserwatystą i zwolennikiem Francisco Franco. Po wybuchu hiszpańskiej wojny domowej wstąpił do Falangi.
W latach 1940–1943 Aznar napisał i opublikował swoje najważniejsze książki: Historia militar de la Guerra de España (1936-1939) ("Historia militarna wojny hiszpańskiej") i Historia de la Cruzada ("Historia krucjaty").
Od 1964 do 1967 był ambasadorem Hiszpanii przy ONZ. Pełnił tę funkcję także w Maroku, Argentynie (1953-55) i Dominikanie (1948-52).